# БМВ Ф1
БМВ е участвал по различни начини във Формула 1 от откриването на световната надпревара през 1950 г. Компанията участва в някои състезания през 1950-те и 1960-те години (най-често под правилата на Формула 2), преди разработването на редовия четири цилиндров турбо двигател БМВ M12 / 13 през 1980-те. Този двигател е резултат на сделка между БМВ и Брабам, с която БМВ осигурява двигателите за колите на отбора между 1982 г. и 1987 г., и това епериод в който Нелсън Пикет печели шампионата през 1983 г. шофирайки Брабам BT52-BMW. БМВ също доставя двигателя M12/13 на отборите ATS, Arrows, Benetton и Ligier през този период които имат различни различни степени на успех с него. През 1988 г., Брабам временно се оттегля от спорта и БМВ оттегля своята официална подкрепа за двигателите, които все още са използвани от екипа Arrows под името Мегатрон. Турбодвигатели са забранени от новия технически регламент на Формула 1 за 1989 г., което превръща M12/13 в отживелица.
БМВ решава да се върне към Формула 1 в края на 1990-те с подписването на ексклузивен договор с тима на Уилямс, който се нуждае от нов дългосрочен доставчик на двигатели след оттеглянето на Рено през 1997 г. Това довежда до създаването на нов V10 двигател, който прави своя дебют в състезание с болида Williams FW22 през 2000 г. През следващата година партньорство израства от средата на таблицата, до надпревари за призови места, но желаното шампионско място остава недостижимо поради доминацията на Михаел Шумахер и Ферари през първата половина на 2000-те. До 2005 г. партньорството между БМВ и Уилямс навлиза във фаза на охлаждане на отношенията, и БМВ решава да се раздели и да закупи отбора съперник Заубер.
Проектът за БМВ Заубер продължилжава от 2006 г. до 2009 г., и довежда до значително увеличаване на конкурентоспособността на бившия швейцарски частен отбор. Две места на подиума през първата година са последвани от солидното трето място в първенство при конструкторите през 2007 г. (което става второ място, след като Макларън е дисквалифициран). През 2008 г., Робърт Кубица печели единствено първо място на отбора в канадската Гран през 2008 г. и повежда първенство при пилотите в един момент, но екипът решава да се съсредоточи върху развитието на своята кола за 2009 г. и изостава в класирането до края на сезон. Сезонът през 2009 г. е голямо разочарование след като болида F1.09 се оказа неконкурентоспособен. В комбинация с глобалната финансова криза и разочарованието на компанията от наложените технически ограниченията за развиващите се технологии, подходящи за пътни автомобили, БМВ решава да се оттегли от спорта, и продава отбора обратно на неговия основател, Петър Заубер.

## Победи на БМВ във Формула 1 като отбор
| N | Година | Пилот         | Двигател   | Гуми       | Голяма награда | Писта       | Статистика |
| - | ------ | ------------- | ---------- | ---------- | -------------- | ----------- | ---------- |
| 1 | 2008   | Роберт Кубица | БМВ Заубер | Бриджстоун | Канада         | Жил Вилньов | Статистика |